# Kolejny rok
Kolejny rok (ang. Another Year) – brytyjski komediodramat z 2010 roku w reżyserii i według scenariusza Mike’a Leigha.
Obraz zakwalifikowany został do konkursu głównego na 63. MFF w Cannes, gdzie odbyła się jego światowa premiera. Prezentowany był również m.in. na 54. MFF w Londynie.

## Obsada
- Jim Broadbent jako Tom
- Lesley Manville jako Mary
- Ruth Sheen jako Gerri
- Peter Wight jako Ken
- Oliver Maltman jako Joe
- David Bradley jako Ronnie
- Karina Fernandez jako Katie
- Martin Savage jako Carl
- Michele Austin jako Tanya
- Philip Davis jako Jack
- Imelda Staunton jako Janet

i inni

## Nagrody i nominacje
63. MFF w Cannes
- nominacja: Złota Palma − Mike Leigh

Oscary 2010
- nominacja: najlepszy scenariusz oryginalny − Mike Leigh

Europejskie Nagrody Filmowe 2010
- nominacja: Najlepsza Europejska Aktorka − Lesley Manville

Nagroda BAFTA 2010
- nominacja: najlepszy brytyjski film − Mike Leigh i Georgina Lowe
- nominacja: najlepsza aktorka drugoplanowa − Lesley Manville